# 牛杂面
牛杂面是一种流行於中國廣東、湖北襄阳、馬來西亞沙巴的麵食。牛杂是指牛的内脏，在襄阳本地主要指牛肠和牛肺，而廣東、香港及馬來西亞則還包括牛肚，即是牛的胃部。

## 各地情況

### 廣東及香港
廣東及香港的牛雜麵據稱源自不吃豬肉的伊斯蘭教徒，在光緒年間便有清真寺坐落於廣州，回教徒聚集下，便有穆斯林廚師烹調牛雜出售，香港則流行將牛雜與粉麵同吃，成為使用雞蛋麵製作的牛雜麵，及使用沙河粉做成的牛雜河。

### 湖北

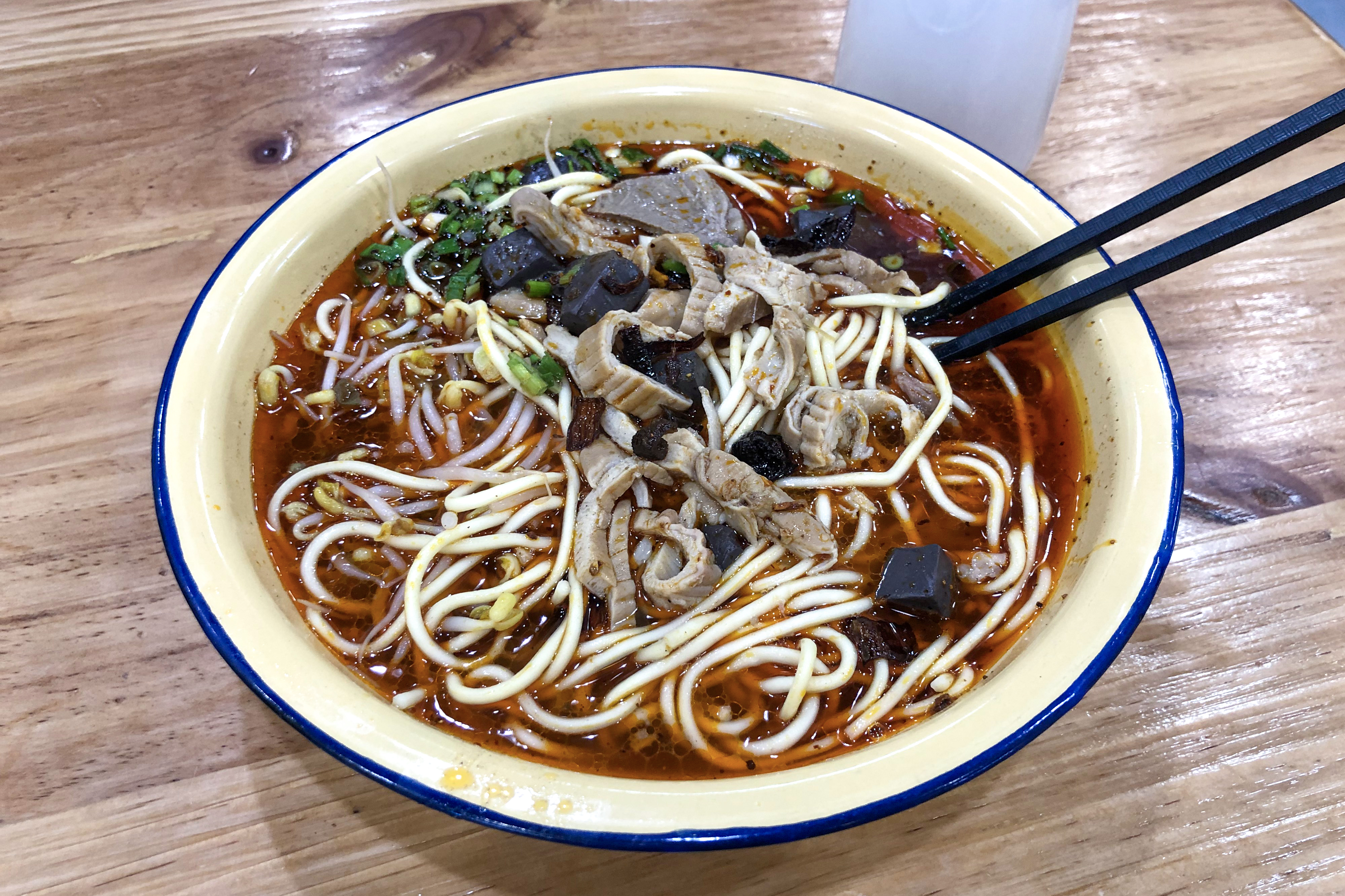
襄阳式牛油牛杂面

湖北的牛杂面的发源时间为1970年代末期，聚居于襄阳市樊城区友谊街附近的回民多贩卖牛肉，唯牛油会大量剩余。部分贩卖者将本地人早餐喜食的碱面与香辣醇厚的风味结合，在精心制作面条汤底卤水的基础上，加入预先熬制的香辣牛油，便形成了牛杂面的雏形，牛油面。随着时间推移，炖煮入味的牛杂成为了这道小吃的主配料，牛杂面便正式成型。
现今在樊城区的友谊街，定中桥及市区各地有许多店家，其中当以友谊街清真寺附近之面馆味道为最正宗。很多襄阳市民将牛杂面配襄阳黄酒当做早餐，因此每天清晨，四面八方来的食客就会聚集于友谊街，形成一道独特的景致。

### 東南亞
牛杂面不仅在中國可見，也是东南亚地區如沙巴的麵食。沙巴是华人聚集地区，在首府亚庇能找到美味的牛杂美食摊。